# Остани уз мене
Остани уз мене је трећи студијски албум поп и рок групе Ђаволи из Сплита који је 1988. године објавила дискографска кућа Југотон.

## О албуму
Уочи изласка албума Златко Воларевић напушта бенд и прелази у Црвену јабуку, а на његово место долази клавијатуриста Драган Лукић, док је Матко Петрић нови бубњар Ђаволе.  Иако материјал садржи хитове као што су „Остани са мном“, „Вечерас пусти ме“, „Ча-ча пусти ме“, „Тако је волим“, „На крају сна (нек звоне) “ и „Пеги Су“, албум указује на њихову мрачнију атмосферу. 

## Списак песама

### А страна
1. "Остани уз мене" (3:38)
2. "Бла-бла" (3:20)
3. "Вечерас, пусти ме" (3:22)
4. "Поноћна серенада" (3:31)
5. "Пеги Су" (3:44)

### Б страна
1. "Ча-ча пусти ме" (4:26)
2. "Злочеста цурица" (2:44)
3. "Тако је волим" (2:09)
4. "Гледам те, гледаш ме" (3:32)
5. „На крају сна“ (нека звоне звона) (4:40)

## Постава
- Нено Белан - први вокал, гитара
- Драгиша Мандић - бас гитара, пратећи вокал
- Драган Лукић - клавијатуре
- Матко Петрић - бубњеви
- Игор Кметић - саксофон, пратећи вокал